# Lars Blixt
Lars Blixt (Trysil, 8 ottobre 1976) è un ex calciatore norvegese, di ruolo difensore.

## Caratteristiche tecniche
Blixt veniva schierato come terzino destro.

## Carriera

### Club
Blixt cominciò la carriera con la maglia del Nybergsund-Trysil, per poi passare allo Skjetten. Nel 2000, tornò al Nybergsund-Trysil. Nel 2001, fu ingaggiato dal Rosenborg, in cambio di 400 000 corone. Debuttò nella Tippeligaen il 16 maggio, quando sostituì Christer Basma nel successo per 4-0 sullo Strømsgodset. In generale, non fu mai un titolare del club: nel 2003, il tecnico Åge Hareide lo schierò in campo con il contagocce, ma Blixt rinnovò comunque il suo accordo con il Rosenborg per un'ulteriore stagione.
Quando la sua squadra acquistò un nuovo terzino, Robbie Russell, fu chiaro che Blixt sarebbe stato ceduto. Ad agosto 2004, fu infatti ceduto in prestito al Sogndal. Esordì in squadra l'8 agosto, quando fu titolare nel pareggio per 1-1 contro il Lyn Oslo. A fine stagione, il contratto che lo legava al Rosenborg giunse alla scadenza e Blixt passò al Fredrikstad, a parametro zero.
Il suo allenatore, Egil Olsen, gli diede molta fiducia. Giocò il primo incontro in data 10 aprile 2005, nel pareggio per 1-1 in casa del Lyn Oslo. Il 24 aprile segnò la prima rete, su calcio di rigore, permettendo il successo del Fredrikstad sul Rosenborg per 0-1, al Lerkendal Stadion.
Nel 2006, cambiò la guida tecnica della squadra: il nuovo allenatore fu Knut Torbjørn Eggen, che non diede spazio a Blixt. Nel corso dell'anno, allora, Blixt tornò al Nybergsund-Trysil, ritirandosi dal calcio giocato a fine stagione.